# Strongylaspis batesi
Strongylaspis batesi là một loài bọ cánh cứng trong họ Cerambycidae.